# E.ON
E.ON é uma empresa alemã, sediada em Essen, que atua na distribuição de gás natural e na geração e distribuição de energia elétrica.

## Caso Endesa
Em 2006, a E.On fez uma oferta não-solicitada de compra da Endesa. O governo espanhol tentou bloquear a compra por meio de restrições impostas pela Comissão Nacional de Energia (CNE) daquele país. Em 29 de novembro de 2006 a Comissão Europeia julgou ilegais todas as restrições impostas pela CNE à E.ON.
Afinal, a iniciativa da E.On foi atravessada por uma candidatura conjunta da italiana Enel e da empresa espanhola Acciona. A E.ON, no entanto, adquiriu cerca de €10 bilhões em ativos que a Enel ampliada foi obrigada a alienar, conforme as regras da Comissão Europeia sobre concorrência.

## Críticas
A E.On tem enfrentado duras críticas, em razão dos seus planos de construir uma nova usina termoelétrica movida a carvão, em Kingsnorth, perto de Ashford (Kent), na Inglaterra, para substituir as atuais instalações. Seria a primeira usina a carvão construída no Reino Unido nos últimos 30 anos. As críticas se devem à grande quantidade de emissões associadas à queima de carvão, com efeitos sobre a atmosfera e o aquecimento global. Kingsnorth 2 seria "a mais suja usina de energia elétrica da Grã-Bretanha em 30 anos." A construção da usina tem sido criticada por várias organizações ambientalistas, incluindo:
- Christian Aid, que observou que as emissões da usina corresponderão a mais de 10 vezes as emissões de Rwanda.[6][7]
- Greenpeace[8]
- The Royal Society[9]
- The Royal Society for the Protection of Birds[10]
- World Development Movement.[11]
- WWF[12]
- Campaign to Protect Rural England[13]

O climatólogo e chefe do Instituto Goddard para Estudos Espaciais da NASA, James Hansen, condenou a construção de novas usinas movidas a carvão e declarou: "Diante das ameaças, [ de mudança climática] é uma insanidade propor novas usinas de geração de energia baseadas na queima do carvão, que é o mais sujo e o mais poluente de todos os combustíveis fósseis. Precisamos suspender a construção de usinas baseadas na queima de carvão e desativar gradativamente, nas próximas duas décadas, aquelas já existentes." Ele entretanto admite que o carvão poderia ser uma fonte de energia a longo prazo, se o dióxido de carbono fosse capturado e armazenado abaixo da superfície.

Já o Greenpeace é cético quanto à viabilidade comercial da tecnologia de captura e sequestro geológico do carbono (CCS, do inglês Carbon Capture and Storage).
Segundo um relatório publicado pela Carbon Market Data, em 2008, a E.ON foi o segundo maior emissor de CO2 da Europa, com aproximadamente 108 milhões de toneladas de CO2 emitidas.

## Maré negra na Sardenha

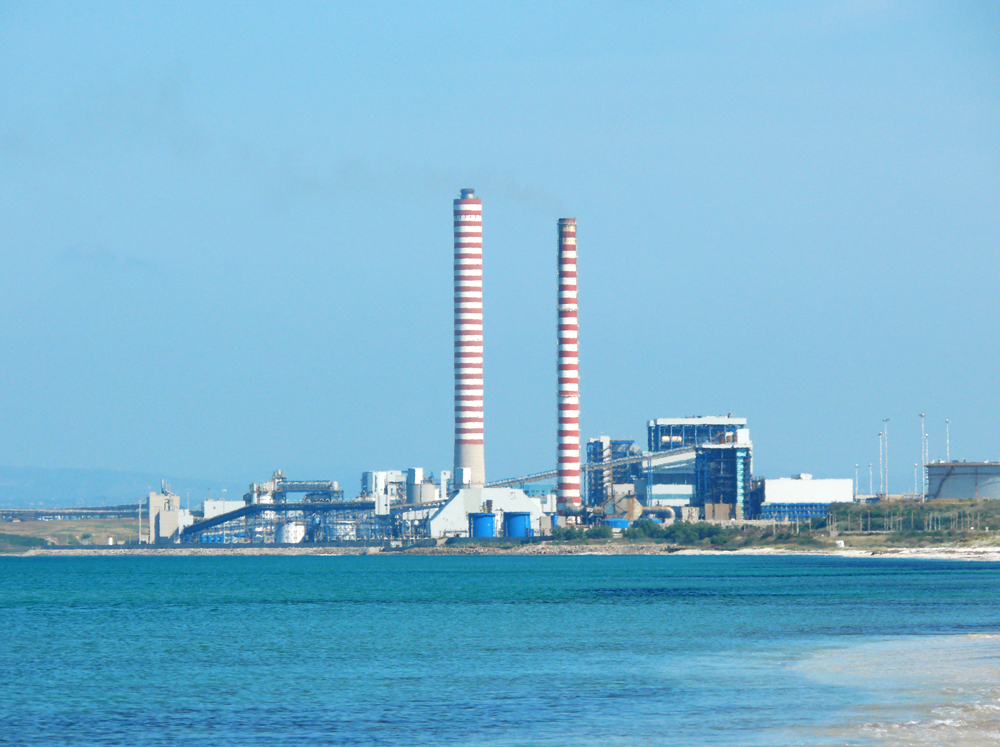
Central termelétrica de Fiume Santo, propriedade da E.ON na Sardenha

Um recente escândalo envolvendo a E.On refere-se ao desastre da maré negra ocorrido na costa norte da Sardenha, Itália.
O acidente ocorreu em 11 de janeiro de 2011, quando cerca de 45.000 litros de óleo combustível acabaram no mar, durante operações de descarregamento de óleo destinado a alimentar a central termoelétrica de Fiume Santo, em Porto Torres, província de Sassari, no Golfo de Asinara, devastando áreas pesqueiras e ecossistemas costeiros. A central termoelétrica é de propriedade de E.ON.